# Darlenis Obregón
Darlenis Obregón, destacada deportista colombiana de la especialidad de atletismo quien fue campeona de Centroamérica y del Caribe en Mayagüez 2010.

## Trayectoria
La trayectoria deportiva de Darlenis Obregón se identifica por su participación en los siguientes eventos nacionales e internacionales:

### Juegos Centroamericanos y del Caribe
Fue reconocido su triunfo de ser la primera atleta con el mayor número de medallas de la selección de  Colombia 
en los juegos de Mayagüez 2010.

#### Juegos Centroamericanos y del Caribe de Mayagüez 2010
Su desempeño en la vigésima primera edición de los juegos, se identificó por ser la primera deportista de la disciplina de atletismo, con el mayor número de medallas entre todos los atletas participantes, con un total de 3 medallas:

- , Medalla de plata: 4 × 100 m
- , Medalla de plata: 4 × 400 m
- , Medalla de bronce: 200 m